# Kimberly Clarice Aiken
Pour les articles homonymes, voir Aiken.

Kimberly Clarice Aiken Cockerham, née  le 11 octobre 1974 à Columbia, en Caroline du Sud, aux États-Unis est couronnée Miss South Carolina (en) 1993, puis Miss America 1994.

### Source de la traduction
- (en) Cet article est partiellement ou en totalité issu de l’article de Wikipédia en anglais intitulé « Kimberly Clarice Aiken » (voir la liste des auteurs).